# Старі Буди (Сохачевський повіт)
Старі Буди (пол. Stare Budy) — село в Польщі, у гміні Млодзешин Сохачевського повіту Мазовецького воєводства.
Населення — 242 особи (2011).
У 1975-1998 роках село належало до Скерневицького воєводства.

## Демографія
Демографічна структура станом на 31 березня 2011 року:
|          | Загалом | Допрацездатний вік | Працездатний вік | Постпрацездатний вік |
| -------- | ------- | ------------------ | ---------------- | -------------------- |
| Чоловіки | 110     | 17                 | 71               | 22                   |
| Жінки    | 132     | 29                 | 64               | 39                   |
| Разом    | 242     | 46                 | 135              | 61                   |